# ثوم أدكو هرنانديز
ثوم أدكو هرنانديز (بالإنجليزية: Thom Adcox-Hernandez)‏ هو ممثل أمريكي بدأ مسيرته الفنية عام 1988.

## الأعمال
- الكراغل
- فيلكس
- بليتش
- فاملي ماتتيرس
- الفتيات الخارقات

## وصلات خارجية
- ثوم أدكو هرنانديز على موقع IMDb (الإنجليزية)
- ثوم أدكو هرنانديز على موقع قاعدة بيانات الفيلم (الإنجليزية)